# Kougny (departamento)
Kougny é um dos seis departamentos da província de Nayala, região de Boucle du Mouhoun, Burkina Faso.